# 단안단서
단안단서(單眼端緖)는 지각심리학에서 공간을 지각할 때, 한쪽 눈만을 이용하여 깊이와 거리를 지각할 수 있는 단서를 가리킨다.
이러한 단안단서로는 그림자 같은 빛의 양과 방향성 그리고 물체의 중첩,원근의 크기 비교등을 사용한다.

## 양안단서
깊이 지각 또는 공간지각에서 이러한 단안단서이외에도 동물들은 대부분 대칭성에서 양안을 갖고있기에 수평적 수준에서 정보를 동등하게 다룰수있으며 이러한 맥락에서 양안단서로는 망막 불일치 등이 작용하여 뇌신경에 의해 깊이를 보다 잘 지각할 수 있다고 알려져있다.

## 같이 보기
- 착시